# Record du Maroc de natation dames du 200 mètres 4 nages
Cet article présente l'évolution du record du Maroc de natation dames du 200 mètres 4 nages.

## Bassin de 50 mètres
| Temps         | Athlète       | Naissance | Âge | Club         | Compétition                | Lieu          | Date              |
| ------------- | ------------- | --------- | --- | ------------ | -------------------------- | ------------- | ----------------- |
| 2 min 26 s 58 | Sara El Bekri | 1987      | 20  | RCA Natation |                            | Le Caire      | 15 novembre 2007  |
| -----         |               |           |     |              |                            |               |                   |
| 2 min 23 s 03 | Sara El Bekri | 1987      | 22  | RCA Natation |                            | Saint-Raphael | 1er mars 2009     |
| 2 min 21 s 69 | Sara El Bekri | 1987      | 23  | RCA Natation | Championnats d'Afrique (f) | Casablanca    | 17 septembre 2010 |
| 2 min 18 s 97 | Sara El Bekri | 1987      | 24  | RCA Natation | Universiades (s)           | Shenzhen      | 15 août 2011      |
| 2 min 17 s 24 | Sara El Bekri | 1987      | 24  | RCA Natation | Jeux panarabes (f)         | Doha          | 22 décembre 2011  |

## Bassin de 25 mètres
| Temps         | Athlète       | Naissance | Âge | Club         | Compétition               | Lieu  | Date             |
| ------------- | ------------- | --------- | --- | ------------ | ------------------------- | ----- | ---------------- |
| 2 min 25 s 69 | Sara El Bekri | 1987      | 19  | RCA Natation |                           |       | 4 novembre 2006  |
| ----          |               |           |     |              |                           |       |                  |
| 2 min 20 s 90 | Sara El Bekri | 1987      | 22  | RCA Natation |                           |       | 24 mars 2009     |
| 2 min 15 s 39 | Sara El Bekri | 1987      | 23  | RCA Natation | Championnats du monde (s) | Dubaï | 18 décembre 2010 |